# Barranc del Solà (Vilanova)
El barranc del Solà és un barranc del terme municipal de Conca de Dalt, al Pallars Jussà, dins del seu antic terme de Toralla i Serradell. Discorre per terres al límit dels pobles de Rivert i Torallola.
Situat al nord-oest de Torallola, es forma a les Costes del Serrat, al nord del Seix de Joanet, des d'on davalla cap al sud-est. Deixa a ponent el Seix de Joanet i a llevant lo Solà, i al sud-est de la Masia de Vilanova, s'aboca en el barranc de Vilanova.